# 9154 Kolʹtsovo
A 9154 Kolʹtsovo (ideiglenes jelöléssel 1982 SP6) a Naprendszer kisbolygóövében található aszteroida. Ljudmila Ivanovna Csernih fedezte fel 1982. szeptember 16-án.